# I Disagree
I Disagree è il terzo album in studio della cantante statunitense Poppy, pubblicato il 10 gennaio 2020 dalla Sumerian Records, seguendo la rottura con Mad Decent. Un'edizione deluxe dell'album, intitolato I Disagree (more), uscì il 14 agosto 2020. L'album vede la deviazione della cantante verso il metal e rock, rispetto ai suoi album pop precedenti.

## Descrizione

### I Disagree
Il 19 settembre 2018, confermò in un tweet, successivamente cancellato, che stava già lavorando ad un nuovo disco, prima ancora dell'uscita di Am I a Girl?. Il 28 novembre dello stesso anno, spiegò sul suo sito Poppy.Church, che ci sarebbe voluto un po' di tempo prima di avere la possibilità di ascoltare il disco. Più tardi, rivelò che ci sarebbero state delle nuove canzoni da pubblicare a breve, poiché per lei le pause tra un album e un altro sono noiose.
Dopo l'Am I a Girl Tour, Poppy rivelò che l'iniziale del titolo dell'album sarebbe stata la P, anche se alla fine, la cantante optò per il titolo attuale, che non prevede una P per iniziale e che lo avrebbe promosso attraverso un tour programmato per il 2019.
L'11 settembre 2019, lei ed il suo team confermarono che l'album era completo. Il 30 settembre dello stesso anno, rivelò il titolo dell'album, la data di uscita (che era inizialmente prevista per l'11 novembre) e la cover. Il 26 novembre uscì la tracklist.  In un'intervista con Clash Magazine, la cantante dichiarò che i lavori su I Disagree durarono per 9 mesi.
Per promuovere l'album, Poppy prese parte al Threesome Tour con i Bring Me the Horizon e Sleeping with Sirens, poi si imbarcò sull'I Disagree Tour, i cui spettacoli europei furono rimandati e cancellati a causa della pandemia COVID-19.

### I Disagree (more)
Il 12 aprile 2020, Sumerian Records affermò che l'album avrebbe ricevuto un'edizione deluxe, di cui Poppy ne confermò il titolo il 28 luglio. I Disagree (more) fu pubblicato il 14 agosto 2020, e contiene 4 tracce extra.

## Composizione
I Disagree è stato descritto come un album heavy metal, pop, pop metal, elettropop, industrial, nu metal e hard rock, che usa elementi di dubstep, progressive metal, art rock, thrash metal, dream pop, indie pop, pop acustico e j-pop. In un'intervista con il settimanale Kerrang!, Poppy disse: "non ho mai detto di fare musica metal, però io la ascolto".
Questo disco marca l'ultima collaborazione con il suo ex-produttore Titanic Sinclair.

## Singoli
Sono stati pubblicati 5 singoli da I Disagree.
- Concrete, pubblicato con il proprio videoclip il 22 agosto 2019. Fu cantato prima della pubblicazione dell'album al Pukkelpop 2019. Inoltre, è stata la prima canzone ad essere scritta per I Disagree.[21]
- I Disagree, pubblicato il 4 ottobre 2019. Fu cantato al Pukkelpop 2019, ed è il brano in cui Poppy si è esibita di più dal vivo, facendo parte delle tracklist di 4 tour diversi.[22]
- Bloodmoney, uscito il 6 novembre 2019. Cantato al Comerica Theatre prima della pubblicazione dell'album, fu nominato il 24 novembre 2020 per la Miglior Performance Metal alla 63ª edizione dei Grammy Awards, perdendo però a "Bum-Rush" dei Body Count.[23][24] Poppy è stata l'unica cantante solo e l'unica cantante donna ad essere nominata dal 1999 nella sua categoria.
- Fill the Crown, pubblicato l'11 dicembre 2019. Notevole poiché il suo videoclip, oltre che ad esser stato caricato sul canale YouTube della Sumerian Records, è stato l'ultimo ad esser stato diretto da Titanic Sinclair.[25]
- Anything Like Me, uscito il 10 gennaio 2020. Il videoclip, caricato lo stesso giorno del singolo, vede il debutto di Poppy come direttrice; il singolo fa un cameo nel primo episodio della serie Amazon Prime "I Know What You Did Last Summer".[26]

Inoltre, è stato pubblicato un singolo aggiuntivo da I Disagree (more).
- Khaos x4, uscito il 28 luglio 2020. Il singolo, oltre che all'album stesso, è stato promosso sul profilo Instagram di Poppy tramite uno spezzone di 9 secondi con la parola "MARTEDÌ"[27]; affronta tematiche sulla solitudine, paranoia e l'apocalisse, similarmente alla canzone Don't Go Outside, ultimo brano dell'album.

## Tema
In un'intervista con Forbes, Poppy descrisse la musica dell'album come "post-genere"

La cantante spiegò il messaggio del disco dicendo:
"L'album in generale riguarda il non appoggiarsi a nessuno, il dissenso verso le persone che hanno potere e il non accettare "no" o "non puoi" come risposta. Certe volte quando le persone ti dicono, o almeno quando dicono a me che non posso farlo, mi viene voglia di farlo ancora di più. Il disco riguarda in sé per sé il radere al suolo l'industria musicale e l'uscire da ogni gabbia in cui potrei essere stata rinchiusa. Il messaggio è l'autoaffermazione, non riferendosi ad un sesso specifico. È solo autoaffermazione."
In un'intervista con Enfants Terribles, la cantante descrive gli aspetti dell'album, parlando del suo cambiamento di genere:
"Le persone lo chiamano il mio terzo album, ma per me in realtà sembra sia il primo. Sento come se tutto quello su cui abbiamo lavorato [io e Titanic Sinclair] si stia sincronizzando. I miei due scorsi album avevano un sound più legato ai video di YouTube, che stiamo producendo"

## Accoglienza
| Recensione     | Giudizio |
| -------------- | -------- |
| AllMusic       |          |
| Clash          | 7/10     |
| Exclaim!       | 5/10     |
| musicOMH       |          |
| NME            |          |
| Pitchfork      | 6.5/10   |
| PopMatters     | 7/10     |
| Slant Magazine |          |
| The Guardian   |          |
| The Guardian   |          |
| The Observer   |          |

I Disagree è stato ricevuto positivamente. Su Metacritic, che di solito assegna un voto da 1 a 100 basandosi su critici mainstream, l'album ha un punteggio di 72 su 100, ovvero "Generalmente favorevole", derivato da 16 recensioni.
Anche lo scrittore di AllMusic Neil Z. Yeung ha dato una valutazione positiva, scrivendo che "Sia come avatar simbolico per i cambi nella sua vita e dichiarazione di emancipazione, I Disagree celebra la rinascita di Poppy come alchimista pop-metal e imperturbabile fuorilegge." Josh Gray di Clash ha opinato che "Poppy rimane un'artista divisiva e audace che fa arte divisiva e audace, e I Disagree è la perfetta dose di adrenalina con cui iniziare un nuovo decennio." Malvika Padin di Gigwise ha chiamato l'album "Un vero capolavoro in ogni aspetto possibile ed immaginabile..." e "...l'album perfetto con cui iniziare il 2020."
Nicoletta Wylde di musicOMH dice che, "con I Disagree, Poppy pubblica la sua versione di Lemonade; canalizzando il dolore della sua controversia recente, dando il dito medio al passato e traducendo la sua arte performativa in musica." Ali Shutler di NME ha acclamato I Disagree come "il suo album più compiuto, pieno di teatralità audaci e mozioni in avanti ringhiose." Tara Joshi di The Observer lo ha chiamato un "album caricaturale che a tratti è vistoso, dolce e eccessivo... gradevole, immaginativo e a volte un assalto innaturale ai sensi." Colin Joyce di Pitchfork dichiara "nessuna delle situazioni esplorate sono particolarmente specifiche, ma è impressionante... è un promemoria che il caos può essere purificante, che le calamità sono il primo passo per il ricominciare e costruire qualcosa di nuovo."
Elisabeth Woronzoff di PopMatters considera l'album essera "una grande deviazione dai suoi sforzi precedenti... [poiché] ha espanso la sua musicalità mentre sfida le convenzioni di genere musicali." Nel discutere il suono dell'album, Sal Cinquemani di Slant Magazine scrisse "l'album getta l'estetica pop della cantante nel tritacarte con l'heavy metal e rock industriale... l'album evoca i Rammstein, Sleigh Bells e Lady Gaga- ma rigurgitato e confezionato in una maniera tale da fuggire alla derivazione."
Nel giugno del 2020, I Disagree è stato incluso nella lista dei 30 migliori album del 2020 di Spin.

### Liste di fine anno
| Pubblicazione     | Categoria                          | Anno | Posizione | Nota |
| ----------------- | ---------------------------------- | ---- | --------- | ---- |
| Upset Magazine    | Albums Of The Year                 | 2020 | 1         | Nota |
| Revolver          | 25 Best Albums of 2020             | 2020 | 12        | Nota |
| Gigwise           | The Gigwise 51 Best Albums of 2020 | 2020 | 20        | Nota |
| Spin Magazine     | The 30 Best Albums of 2020         | 2020 | 23        | Nota |
| Kerrang           | The 50 greatest albums of 2020     | 2020 | 23        | Nota |
| The Plain Dealer  | Best Albums of 2020                | 2020 | 46        | Nota |
| RIFF Magazine     | 75 Best Albums of 2020             | 2020 | 45        | Nota |
| Slant Magazine    | The 50 Best Albums of 2020         | 2020 | 45        | Nota |
| Alternative Press | 50 Best Albums of 2020             | 2020 | -         | Nota |
| AllMusic          | All Music Best Of 2020             | 2020 | -         | Nota |

## Tracce
Testi e musiche di Chris Greatti, Moriah Pereira, Corey Mixter e Zakk Cervini.
1. Concrete – 3:20
2. I Disagree – 3:13
3. Bloodmoney – 3:02
4. Anything Like Me – 3:19
5. Fill The Crown – 3:32
6. Nothing I Need – 2:49
7. Sit/Stay – 3:54
8. Bite Your Teeth – 2:42
9. Sick of The Sun – 3:11
10. Don't Go Outside – 6:06

Lunghezza totale: 35:08 minuti.
Tracce bonus in I Disagree (More)
1. If It Bleeds – 2:41
2. Bleep Bloop – 1:58
3. Khaos x4 – 2:57
4. Don't Ask – 2:49

Lunghezza totale: 45:33 minuti.

## Cronologia di pubblicazione
| Regioni | Data            | Formati                           | Edizione          | Etichetta | Fonti  |
| ------- | --------------- | --------------------------------- | ----------------- | --------- | ------ |
| Varie   | 10 gennaio 2020 | CD Download digitale streaming LP | I Disagree        | Sumerian  | [ 62 ] |
| Varie   | 14 agosto 2020  | Download digitale streaming LP    | I Disagree (More) | Sumerian  | [ 63 ] |